# にんべん
株式会社にんべんは東京都中央区日本橋室町に本社を置く主に削り節やふりかけ、調味料を製造する水産加工品メーカーである。元禄12年（1699年）の創業と非常に長い歴史を誇り、業界では最古参にあたる企業の一つでもある。首都圏や東日本では高いブランド力を持つ。

## 社名の由来
にんべんの商標である“イ”の文字は創業時の屋号である「伊勢屋伊兵衛」に因み、堅実な商売を意味する鉤型と合わせている。商標の「にんべん」は江戸時代から使われ、当時の町人らが親しみを込めて「伊勢屋伊兵衛」を「にんべん」と呼び始めたことに始まる。
贈答品や高級品に用いる商標「ミツカネにんべん」は、片仮名の“イ”を3つ重ねて客、創る人、商いする人、それぞれを指す。
歴代の社長は就任時に伊兵衛を襲名している。襲名に際しては戸籍変更により本名も改名しており、2009年に社長に就任し、2020年に十三代目を襲名した当代の伊兵衛（旧名・克幸）も当初はビジネスネームとして伊兵衛を名乗ることも検討していたが、先代に習い改名したとという。

## 沿革

### 前史
- 寛永年間：高津家の家祖与次（治）兵衛が尾張国より伊勢国三重郡四日市中町（現・三重県四日市市中町）へ移り、雑穀・油・干鰯商を営む。
- 延宝7年（1679年）3月17日：創業者・初代高津伊兵衛（幼名：伊之助）、二代目髙津与次兵衛の次男として生まれる。
- 元禄4年（1691年）：伊之助単身江戸に出て、日本橋小舟町一丁目（現・二丁目北西部）の雑穀商油屋太郎吉へ年季奉公に入る。
- 元禄12年（1699年）：独立し、青物町（現・日本橋一丁目11番、12番）甚右衛門の出店衆として、四日市河岸（現・日本橋一丁目9番）土手蔵前に戸板2,3枚を並べ、鰹節や塩干の販売を行う。にんべんはこれを以て創業とする。
- 宝永元年（1704年）：5年間で200両を貯め、江戸一の問屋街であった小舟町三丁目（現・一丁目南西部）に鰹節問屋を設ける。

### 初代（1705年 - 1724年）
- 宝永2年（1705年）：屋号を伊勢屋と定め、伊兵衛を名乗る。
- 伊勢屋仁兵衛に資金を貸与する代わりに加賀藩主前田綱紀の干肴御用を譲り受ける。
- 宝永5年（1708年）：前田綱紀三女敬姫と池田吉泰の婚礼・前田吉徳と徳川綱吉養女松姫（因幡御前）の婚礼に際し、御用を与る。
- 享保3年（1718年）：大坂の須磨屋三郎右衛門・岩田屋喜兵衛からの仕入ルートを開拓する。
- 享保5年（1720年）春：瀬戸物町（現在地）に出店、支配人に源兵衛を置く。
- 越後屋などと同様「現金掛け値なし」商法を取り入れる。
- 享保6年（1721年）12月10日：大火で類焼し、土蔵造りに建て替える。以降関東大震災まで焼失を免れる。
- 同業問屋4軒・仲買65名が結託して仕入の妨害を試みるが、予め大坂と熊野に在庫を取置き対抗する。
- 享保7年（1722年）：瀬戸物町店を本店と定め、小舟町店は源兵衛に与える。
- 享保8年（1723年）：前田吉徳の家督相続に際し、御用を与る。
- 前田綱紀養女長姫（神田御前）と酒井忠寄の婚礼に際し、御用を与る。
- 享保9年（1724年）5月9日：初代伊兵衛が前田綱紀葬儀のため前田家中屋敷（現・文京区本駒込）に向かう途中中風を患う。以降経営が傾き始める。

### 二代（1724年 - 1749年）
- 享保9年（1724年）5月：初代伊兵衛の急病を受け、長男長太郎が二代伊兵衛を襲名する。
- 享保14年（1729年）：初代伊兵衛が没する。
- 享保15年（1730年）1月3日：因幡御より、新年の進物用生鯛の値段付が悪いとして御用を外される。
- 享保16年（1731年）2月：神田橋御門に出店し、大番頭清兵衛に委任する。
- 元文元年（1736年）5月：売掛金回収が捗らず、清兵衛は賄賂で解決を図るが失敗し、二丁目の家守役に左遷される。
- 元文2年（1737年）6月15日：前田家から売掛金支払いの証文を取り付ける。
- 元文5年（1740年）：神田御前の生肴御用に復し、9月に前田宗辰と松平正容娘の婚礼、冬に前田利章養女斐姫（広尾御前）と南部利雄の婚礼で御用を与る。
- 寛保2年（1742年）：経営分析を行い、店卸惣金高が最盛期の2割に縮小していることが判明する。
- 番頭利兵衛はこれを受け、支出を27品目に分け各々限度額を設定した「冗長節約計画書」を定め、倹約に徹する。
- 寛保3年（1743年）3月11日：赤字の神田橋御門店を閉店する。
- 延享2年（1745年）：前田宗辰の家督相続に際し、御用を与る。
- 寛延2年（1749年）8月7日：二代伊兵衛死去。

### 三代（1749年 - 1777年）
- 寛延2年（1749年）8月：二代伊兵衛の弟茂兵衛が三代伊兵衛を襲名する。
- 宝暦10年（1760年）2月：宝暦の大火の被災者支援に大量の鏡餅を寄進し、福岡藩主黒田継高より「二重石餅」の紋を下賜される。
- 明和元年（1764年）5月4日：伊勢屋のこれまでの業歴を『追遠訓』に纏める。
- 安永2年（1773年）：三代伊兵衛、遺言・後世への家訓として『遺囑』を著す。
- 安永4年（1777年）4月：三代伊兵衛死去。

### 四代（1777年 - 1814年）
- 安永4年（1777年）4月：三代伊兵衛の長女紋の入婿伊七が四代伊兵衛を襲名する。初めての血縁のない跡継ぎとなる。
- 文化11年（1814年）1月22日：四代伊兵衛死去。次男の太郎兵衛が五代伊兵衛を襲名する。

### 五代（1814年 - 1814年）
- 文化11年（1814年）1月：四代伊兵衛の次男太郎兵衛が五代伊兵衛を襲名する。
- 文化11年（1814年）5月9日：五代伊兵衛が襲名3ヶ月余りで急死する。

### 六代（1814年 - 1837年）
文化11年5月：急遽、奉公人で伊勢髙津家朝の婿佐兵衛が六代伊兵衛を襲名する。
- 文化11年（1814年）6月：就業規則を詳細に規定した『見世取締仕㳒書』を制定する。
- 文化12年（1815年）：『家内年中行事』制定。
- 天保元年（1830年）ごろ：国内初の商品券「預かり証」を発行（世界最古ともいわれる）。
- 天保8年（1837年）4月4日：六代伊兵衛死去。

### 七代（1837年 - 1849年）
- 天保8年（1837年）4月：五代伊兵衛の長男太郎吉が七代伊兵衛を襲名する。
- 天保15年（1844年）5月18日：江戸城本丸再建に際し幕府に千両を上納する。
- 弘化3年（1846年）：『新板大江戸長者鑑』で前頭中位とされる。
- 嘉永2年（1849年）6月9日：七代伊兵衛死去。

### 八代（1849年 - 1881年）
- 嘉永2年（1849年）6月：七代伊兵衛の娘愛の婿吉憲が八代伊兵衛を襲名する。
- 勘定奉行池田頼方より御用商人に取り立てられ、仙波太郎兵衛・中井新右衛門・鹿島清左衛門・後藤長左衛門と並び徳川五人衆と称される。
- 安政元年（1854年）：幕府に1500両を上納する。
- 安政7年（1860年）：『見世取締仕㳒書』下巻制定。
- 明治維新により重要な顧客であった幕府や大名が解体し、苦境を迎える。
- 明治14年（1881年）12月8日：八代伊兵衛死去。

### 九代（1881年 - 1899年）
- 明治14年（1881年）12月：八代伊兵衛の長女あやの婿善紹が九代伊兵衛を襲名する。

### 十代（1899年 - 1907年）
- 明治22年（1899年）：八代伊兵衛の四男松吉が十代伊兵衛を襲名する。
- 明治37年（1904年）：日露戦争勃発。鰹節の供給を一手に引き受ける。
- 明治37年（1904年）6月15日：『東都日報』が営業不振を書き立て、商品券の取り付け騒ぎが起こる。
- 明治44年（1911年）10月 - 恩賜財団済生会に100万円を寄付する。
- 明治40年（1907年）4月4日：十代伊兵衛死去。

### 十一代（1907年 - 1970年）
- 明治40年（1907年）4月：十代伊兵衛の長男義和が幼少にして十一代伊兵衛を襲名する。
- 大正7年（1918年）11月20日：法人組織の「株式会社高津商店」となる。初代社長には十代伊兵衛の弟六平が就任する。
- 大正10年（1921年） - 高津信託株式会社設立。
- 大正12年（1923年）9月1日：関東大震災により、享保以来築200年以上の店舗が六代目の蒐集した書画諸共焼失する。
- 大正12年（1923年）10月：社長高津六平が欧米視察から帰国し、現・文京区千石で営業を再開する。
- 大正13年（1924年）：瀬戸物町の店舗を再建し、制服を洋装とする。
- 昭和6年（1931年）：十一代伊兵衛が慶應義塾大学法学部を卒業し、第二代社長に就任。
- 昭和16年（1941年）：水産物配給統制規則が公布され、配給制となる。
- 昭和19年（1944年）：戦災により、店舗を焼失する。
- 昭和23年（1948年）3月17日：罹災した店舗を再建する。商号も「株式会社にんべん」とする。
- 昭和26年（1951年）：十一代伊兵衛が健康を損ね、八代伊兵衛の長男龍五郎の次男致道が第三代社長に就任する。
- 昭和30年（1955年）：十代伊兵衛の長女あさの婿農夫也が第四代社長に就任する。
- 昭和30年（1955年）4月：伊勢丹本店志にせ街に出店。以降全国各地の百貨店に出店する。
- 昭和37年（1962年）2月15日：蕨工場竣工。
- 昭和38年（1963年）：十一代伊兵衛の妻倫子の弟照五郎が第五代社長に就任する。
- 昭和38年（1963年）：百貨店部門と問屋部門を分離する。
- 昭和39年（1964年）：つゆの素を開発。
- 昭和44年（1969年）5月1日：フレッシュパックを業界に先駆けて開発する。
- 昭和45年（1970年）4月4日：十一代伊兵衛死去。

### 十二代（1970年 - 2014年）
- 昭和45年（1970年）7月24日：十一代伊兵衛の長男明義が十二代伊兵衛を襲名する。
- 昭和48年（1973年）11月8日：竹中工務店施工本社ビルが竣工する。
- 昭和52年（1977年）4月1日：十二代伊兵衛が第六代社長に就任する。
- 昭和54年（1979年）11月23日：フレッシュパック開発の功績に対し、日本農林漁業振興会より天皇杯が贈られる。
- 平成21年（2009年）：十二代伊兵衛の長男克幸が第七代社長に就任する。
- 平成22年（2010年）本店をCOREDO室町（現：COREDO室町1）1階に移転。「日本橋だし場」を開業。
- 平成26年（2014年）2月4日：十二代伊兵衛が78歳で死去[3]。

### 十三代（2020年 - ）
- 平成26年（2014年） - 本社を現在地に移転。
- 令和2年（2020年） - 社長の克幸が十三代伊兵衛を襲名。

## 事業所
- 本社:東京都中央区日本橋室町一丁目5番5号 室町ちばぎん三井ビルディング12F
- 登記上本店:東京都中央区日本橋室町二丁目3番1号
- 営業所:日本国内7か所 - 仙台、関東（川口）、神奈川（横浜）、愛知（名古屋）、関西（大阪）各営業所、九州（福岡）出張所、業務用事業所（川口）
- その他:大井川事業所、研究開発部、神奈川キッチン
- 指定協力工場:日本国内12工場に委託
- 関連会社:株式会社にんべんフーズ

## 主な商品
- 鰹節（本枯鰹節他）
- フレッシュパック
- 削り節（花かつお）
- つゆの素、鍋つゆ、天つゆ
- だしの素
- ふりかけ
- 炊き込みごはんの素
- 冷凍惣菜（和食倶楽部）

## 日本橋だし場
「本物のだしの美味しさ」提供をテーマとし、汁物や料理を提供する飲食店・日本橋だし場（にほんばし だしば）を運営している。2015年現在、日本橋本店イートインスペースを中心に計4店が展開されている。

## スポンサー番組
- めんつゆひとり飯 - 2023年4月期にBS松竹東急で放送されたテレビドラマ。OLがめんつゆを使用した時短レシピを開発し、劇中に主力商品の「つゆの素」が実名で登場する[6]。

※過去にスポンサー提供した番組
- ルックルックこんにちは（日本テレビ）
- NNNジャストニュース　(日本テレビ)
- NNN6:30きょうのニュース（日本テレビ）
- NNNライブオンネットワーク（日本テレビ）
- NNNニュースプラス1（日本テレビ）
- ノックは無用!（関西テレビ、唯一の地方局（在阪局）での提供番組）
- うちの3姉妹（テレビ東京、同番組のキャラクターがCMに出演）

## テレビ番組
- 日経スペシャル カンブリア宮殿 ダシを支える老舗に学ぶ 時代を生き抜くサバイバル術！（2017年2月9日、テレビ東京）- にんべん 社長 髙津克幸（現・十三代伊兵衛）出演[7]。

## 書籍

### 関連書籍
- 『江戸日本橋商人の記録 〈にんべん〉伊勢屋髙津伊兵衛家の古文書』（編著:澤登寛聡 筑後則）（2020年2月28日、勉誠出版） ISBN 9784585222699
- 『「だし」再発見のブランド戦略 創業320年の鰹節専門店』（著者:髙津伊兵衛）（2020年5月30日、PHP研究所） ISBN 9784569846736